# Prosoplus fuscosticticus
Prosoplus fuscosticticus là một loài bọ cánh cứng trong họ Cerambycidae.